# Cedro (Ceará)
Cedro is een gemeente in de Braziliaanse deelstaat Ceará. De gemeente telt 25.591 inwoners (schatting 2009).
De gemeente grenst aan Iguatu, Icó, Lavras da Mangabeira, Várzea Alegre en Cariús.